# Hélène Luc
Pour les articles homonymes, voir Luc.
Hélène Luc, née Del Cucina le 13 mars 1932 à Saint-Étienne, est une femme politique française, membre du Parti communiste français.
Elle est sénatrice du Val-de-Marne de 1977 à 2007, présidente du groupe communiste, républicain et citoyen au Sénat de 1979 à 2001.

## Biographie
Fille de mineur, ouvrière dans l'industrie textile, Hélène Del Cucina milite dans les organisations communistes et devient en 1953 secrétaire départementale des jeunesses communistes et secrétaire nationale de l'Union des jeunes filles de France (UJFF). Elle se marie en 1955 avec Louis Luc, journaliste à L'Humanité, puis maire de Choisy-le-Roi. Sa fille, Nadine Luc (née le 16 octobre 1956), est adjointe au maire de Choisy-le-Roi (PCF) de 2014 à 2020.
En 1958, elle devient secrétaire nationale de l'UJFF. En 1963, elle devient secrétaire de la section du Parti communiste à Choisy-le-Roi.
Elle est élue au conseil général du Val-de-Marne dans le canton de Choisy-le-Roi lors des élections du 24 septembre et 1er octobre 1967. Dans cette première assemblée départementale du Val-de-Marne, seules quatre femmes, toutes membres du PCF, ont été élues. Outre  Hélène Luc, sont élues Hélène Edeline, maire de Gentilly, Odette Denis, conseillère municipale d’Ivry, ainsi que Monique Mercieca, qui était, tout comme Hélène Luc, responsable nationale de l’Union des jeunes filles de France. Hélène Luc sera conseillère générale du Val-de-Marne jusqu'en 2004.
Après l'adoption, sous le premier septennat de François Mitterrand, des lois de décentralisation de 1982, le conseil général a désormais sous sa responsabilité - à compter du 1er janvier 1986 - les 104 collèges du département. Le dossier est confié à Hélène Luc, vice-présidente du conseil général chargée de l’enseignement depuis 1976.
Hélène Luc est par ailleurs chargée de nombreux dossiers dans les autres champs d'intervention du conseil général, notamment ceux touchant au logement et à l'environnement. Elle raconte lors d'un entretien filmé, par exemple, la façon dont elle a mené l'opposition à un projet de la banque filiale d'Agnelli qui visait à raser le bois de La Grange pour y construire un ensemble immobilier (la forêt domaniale de la Grange est le premier massif boisé d’envergure au sud-est de Paris, et constitue le poumon vert de Limeil-Brévannes. Ce bois est intégré au massif de l’Arc Boisé).
Hélène Luc siège également, entre 1976 et 1977, au conseil régional d'Île-de-France.
Hélène Luc est élue sénatrice du Val-de-Marne le 25 septembre 1977, puis réélue le 28 septembre 1986, le 24 septembre 1995 et le 26 septembre 2004, date à laquelle elle décide de ne pas se représenter au conseil général. Membre de la commission des affaires étrangères, elle préside, après en avoir été vice-présidente en 1978, le groupe communiste au Sénat de 1979 à 1995, puis le groupe communiste, républicain et citoyen.
En 1995, sous le patronage de la sénatrice communiste et conseillère générale Hélène Luc, qui est aussi présidente de l’Association d’amitié franco-vietnamienne, le département du Val-de-Marne engage un partenariat avec la province de Yen Bai.
Après 30 ans au Palais du Luxembourg, elle démissionne le 18 septembre 2007 et est remplacée par Odette Terrade.

## Détail des mandats
- 1967 - 2004 : conseillère générale du Val-de-Marne (canton de Choisy-le-Roi)
- 1976 - 1977 : conseillère régionale d'Île-de-France
- 1977 - 2007 : sénatrice du Val-de-Marne

## Décoration
- Officier de la Légion d'honneur Elle est promue officière par décret du 30 décembre 2016[6]. Elle était chevalière du 18 juin 2008.

### Filmographie
- Trajectoires des pionniers du Val-de-Marne : Hélène Luc (2014). Film des archives départementales du Val-de-Marne (réalisation Julia Moro).
- Expression directe du groupe communiste au Sénat avec Hélène Luc (26 novembre 1985) . Par un commentaire off assez virulent et les rencontres d'Hélène Luc avec des Français touchés par la crise économique, ce document contre les discours de Laurent Fabius et Jacques Chirac qui se sont affrontés lors d'un débat télévisé le 8 octobre 1985.
- Expression directe: les communistes au Sénat (29 septembre 1983) : Hélène Luc apparaît dans ce film, aux côtés de Marie-Claude Beaudeau et Guy Schmaus Thème : Mandature, Politique industrielle, Condition féminine, Parité, Crise économique
- 40e anniversaire des «Accords de Paris», signant la paix au Vietnam, Hélène Luc Grand témoin. Production ville de Choisy-le-roi
- Manifestation des mères de famille à Créteil (juin 1971) : La manifestation est emmenée par un groupe d’élues communistes du Val-de-Marne, écharpe en bandoulière, sous la bannière de la fédération du PCF. La fédération compte alors plusieurs figures politiques féminines majeures : la députée Marie-Claude Vaillant-Couturier, les conseillères générales Hélène Luc (Choisy-le-Roi), Odette Denis (Ivry-sur-Seine), Monique Mercieca (Vitry-sur-Seine), Hélène Edeline (par ailleurs maire de Gentilly)...
- Sous-série : 1 AV (2011). Fonds : Collection des archives audiovisuelles : Témoignage d’Hélène Luc. Entretien filmé mené par Julia Moro; Série : Archives audiovisuelles; Cote : 1 AV 478-481. Archives départementales du Val-de-Marne (lire en ligne).